# Marie-Georges Picquart
Marie-Georges Picquart (Strasbourg, 1854. szeptember 1. – Amiens, 1914. január 19.) francia alezredes.

## Pályafutása
Strasbourgban született, lotaringiai család sarja. Ugyanott folytatta tanulmányait, a német háború után emigrált és 1872-ben a Saint-Cyr-i iskolába lépett, melyet kitűnő sikerrel elvégzett. Ugyanilyen eredménnyel hagyta el a táborkari iskolát. 1878-ban Algériában harcolt, 1880-ban pedig kapitányi rangra emelkedett. 1885-ben mint a táborkarhoz beosztott tiszt Tonkingba került, ahonnan 1888-ban visszatért; két évvel később tanár lett a hadi iskolánál. 1893-ban másodszor helyezték át a hadügyminisztériumba, ahol 1895. július 1-től Sandherr ezredest, a tudósítóiroda főnökét helyettesítette. 
Ebben az állásban tett főnökének, Gonse tábornoknak hivatalos jelentést Walsin-Esterházy gyanús dolgairól. Amikor főnöke megbízásából még jobban megfigyelte Walsint, arra a meggyőződésre jutott, hogy Walsin, Henry és Du Paty de Clam hamisan vallottak volt alárendeltje, Dreyfus ellen és hogy a borderót Walsin írta. Erről is jelentést tett Gonse tábornoknak, aki azonban ettől a perctől kezdve ellenséges indulattal viseltetett Picquart iránt. Végül a hadügyminiszter Tuniszba helyezte át, ahol egy csomó névtelen levél halállal fenyegette, ha el nem hallgat; főnökei pedig azon ürügy alatt, hogy hivatalos okiratokat a nyilvánosság elé vitt, vád alá helyezték. 
Miután 1898 júliusában a Dreyfus-ügy a kamarában napirendre került és Cavaignac arra a három okiratra hivatkozott, melyek Dreyfus bűnösségét kétségtelenné teszik. Picquart néhány nappal később, július 9-én Brisson miniszterelnökhöz intézett nyílt levelében határozottan kikelt a hadügyminiszter állítása ellen és késznek nyilatkozott bebizonyítani azt, hogy a három okirat közül kettő hamisítvány, míg a harmadikban foglalt gyanúsítások nem vonatkoznak Dreyfusre. Cavaignac hadügyminiszter erre hivatalos titok megsértése miatt Picquart-t újra vád alá helyezte, majd pedig július 13-án elzáratta, de a Dreyfus-ügy revíziója ekkor már megindult.
Július 14-én Picquart Sarrien igazságügyminiszterhez új levelet intézett, melyben Walsin, Henry és Du Paty de Clam üzelmeit még jobban megvilágította. Ezért Zurlinden hadügyminiszter (közvetlenül visszalépése előtt) Picquart-t megint perbe fogta. Alig hogy a párizsi fenyítő törvényszék Picquart-nak egyik perét (szeptember 21.) tárgyalni kezdte, az államügyész azt indítványozta, hogy a tárgyalás a másik vádkeresetben hozandó ítélet meghozataláig elnapoltassék. 
Labori ügyvéd ugyan ellenezte az indítványt, de a bíró helyt adott a követelésnek és így Picquart-t újra kiszolgáltatták a haditörvényszéknek. Ez a katonai államcsíny újabb tüntetésekre és tiltakozó határozatokra vezetett. A semmítőszék december 8-án helyt adott Picquart ügyvéde fellebbezésének és a haditörvényszék által megejtendő vizsgálatot mindaddig elhúzta, mígnem a Dreyfus-per revíziója fölött a rennes-i haditörvényszék döntött. Magát Picquart-t is meghívták Rennes-be tanúnak, ahol éppúgy, mint az első haditörvényszék előtt, nyíltan és határozottan Dreyfus ártatlanságát hangoztatta és a vádiratokat koholtaknak jelentette ki (1899. augusztus 17. és 18-án). 
Azon óhaját, hogy Du Paty de Clammal szembesítsék, a törvényszék ugyan nem teljesítette, Gallifet hadügyminiszter azonban 1899. szeptember 28-án kelt leiratában tudtára adta, hogy a tudósító-iroda eljárása ügyében folytatott vizsgálat Picquart korrekt magatartását igazolta. 1899. november 14-én Picqart az Aurore-ban Waldeck-Rousseau miniszterelnökhöz nyílt levelet intézett, melyben a közbocsánat alapján való megkegyelmezést visszautasítja és azt követeli, hogy a katonai törvényszék által ellene megindított és még mindig el nem döntött pert minél előbb befejezzék; egyúttal pedig azt követeli, hogy vádlói, elsősorban Gonse tábornok ellen vizsgálat indíttassék. 
Picquart fellépését Dreyfus hívei Európa-szerte rokonszenvvel fogadták és magyarországi tisztelői díszkardot készítettek számára ezzel a felirattal: «Au colonel Picquart, Champion du droit – des nombreux citoyens libéraux de la Ville de Budapest». Politikai okokból azonban a Bánffy-kormány a kard átküldését eltiltotta, annak készítőjét pedig (a magyar címer engedély nélkül való használata miatt) pénzbírságra ítélte. A Széll-kormány ugyan az átalakított díszkard átadását megengedte, ámde Picquart az ajándékot (1899 júliusában) nem fogadta el.
1906 júliusában, amikor a semmítőszék Dreyfust végleg ártatlannak nyilvánította, Picquart-t tábornoki ranggal visszavették a hadseregbe. 1906 októberétől 1909 júliusáig hadügyminiszter volt Clemenceau kormányában. Visszalépése után 1910 februárjában a 2. (amiensi) hadtest parancsnokává nevezték ki. Lováról lebukott és ekkor kapott sérüléseiben halt meg; államköltségen temették el. 